# Zob Ahan Football Club
Zob Ahan Football Club (Persa:باشگاه فوتبال ذوب ‌آهن) é um clube de futebol da cidade de Ispaã no Irã. Atualmente disputa a Liga Profissional do Golfo Persa, a primeira divisão nacional.

## Títulos
- Hazfi Cup

Títulos (2): 2002-03, 2008-09